# بردگوری کوله سرخ
بردگوری کوله سرخ مربوط به دوره اشکانیان - دوره ساسانیان است و در شهرستان کوهرنگ، بخش بازفت، دهستان بازفت، شمال غرب روستای کوله سرخ واقع شده و این اثر در تاریخ ۱۲ شهریور ۱۳۸۶ با شمارهٔ ثبت ۱۹۵۰۵ به‌عنوان یکی از آثار ملی ایران به ثبت رسیده است.